# كفر فيشا الكبرى
كفر فيشا الكبرى إحدى قرى مركز منوف التابع لمحافظة المنوفية بجمهورية مصر العربية.

## التاريخ
قرية كفر فيشا الكبرى من القرى القديمة، حيث وردت باسم «الصوالح» في أعمال المنوفية ضمن قرى الروك الناصري التي أحصاها ابن الجيعان في كتاب «التحفة السنية بأسماء البلاد المصرية». وفي العصر العثماني وردت باسم «الصوالح» في التربيع العثماني الذي أجراه الوالي العثماني سليمان باشا الخادم في عصر السلطان العثماني سليمان القانوني ضمن قرى ولاية المنوفية، وفي تاريخ 1228هـ/1813م الذي عدّ قرى مصر بعد المسح الذي قام به محمد علي باشا باسم «كفر فيشا الكبرى» ضمن قرى مديرية المنوفية.

## السكان
بلغ عدد سكان كفر فيشا الكبرى 13,785 نسمة، حسب الإحصاء الرسمي لعام 2006.